# St-Loup (Saint-Loup-de-Naud)

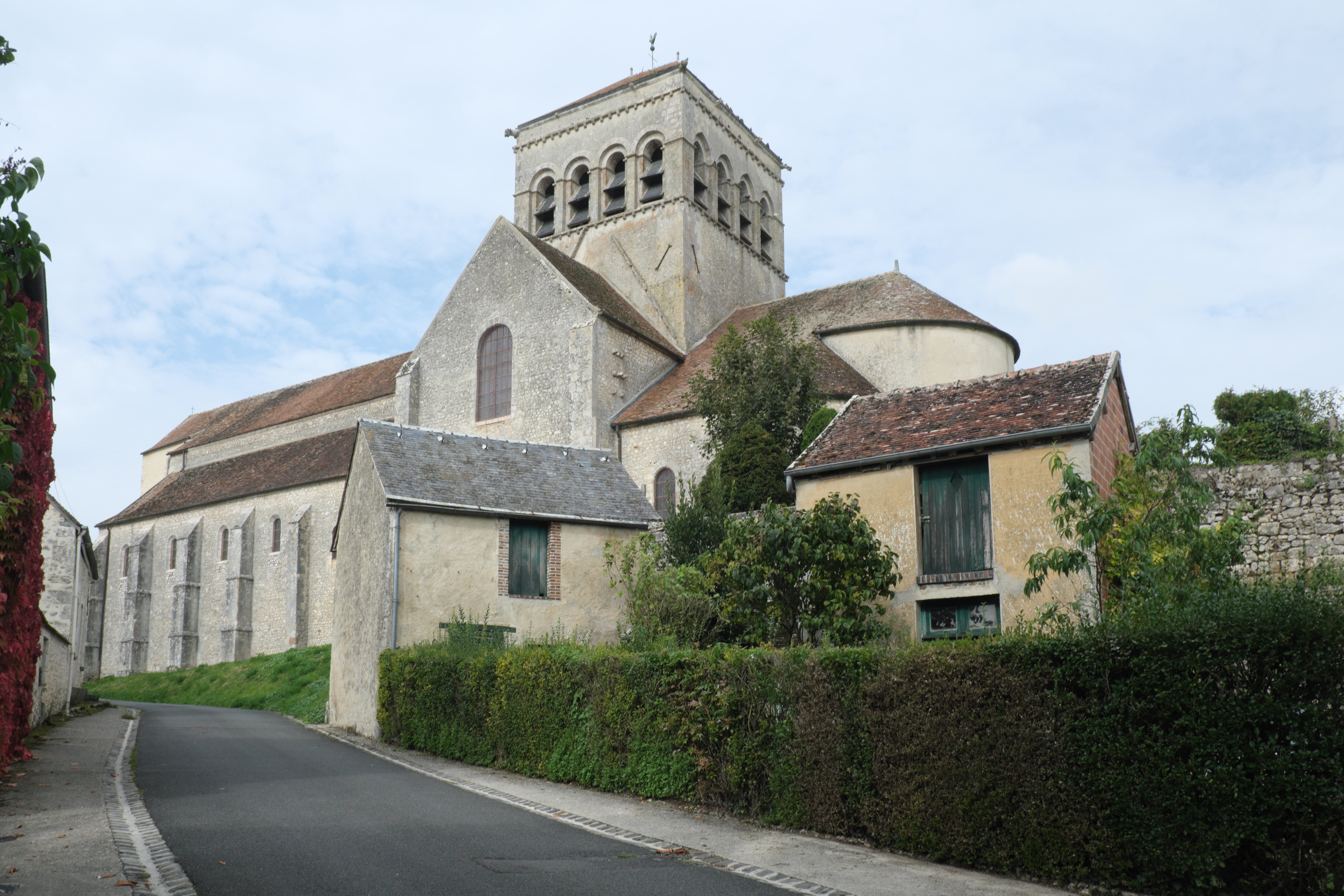
Kirche Saint-Loup

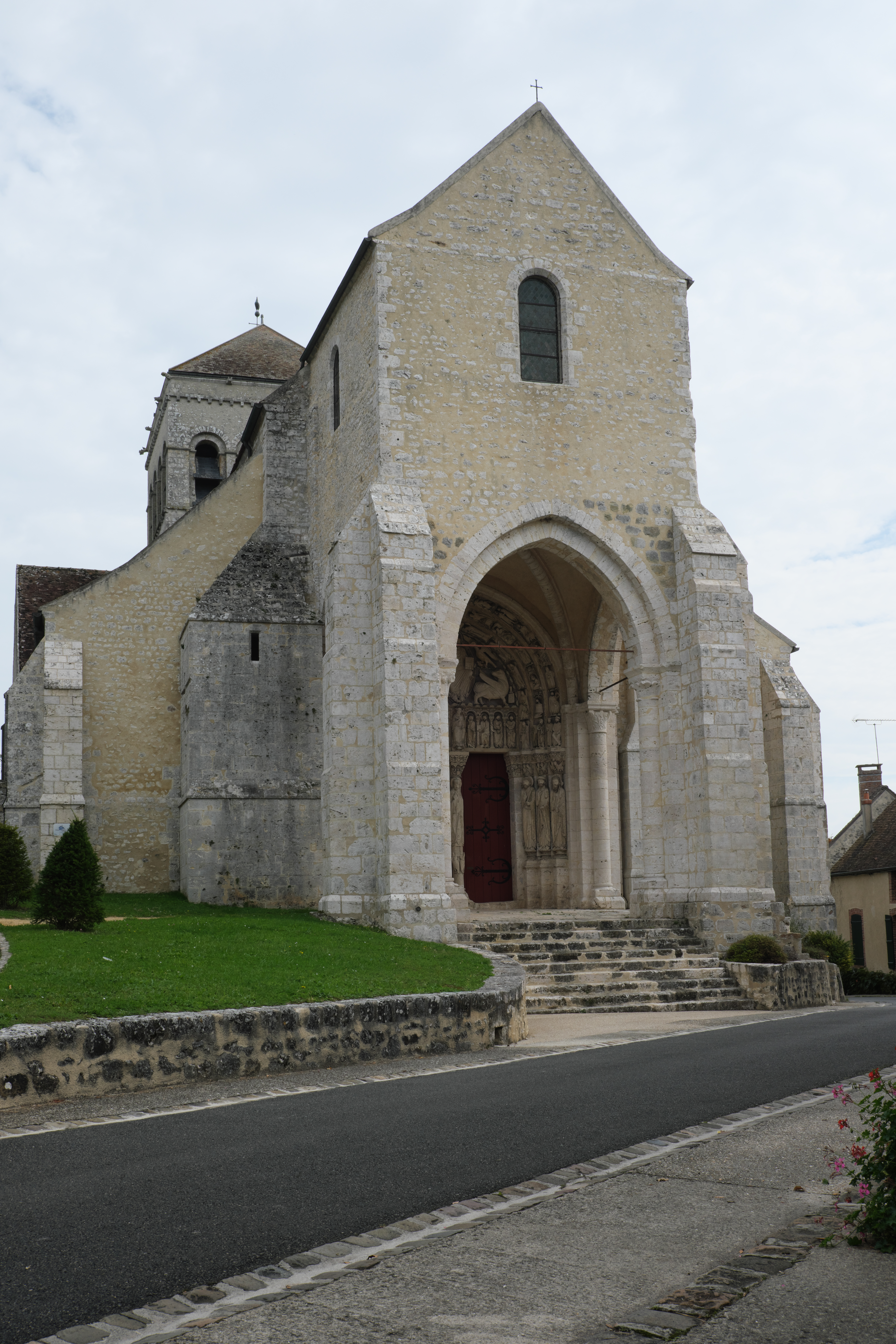
Vorhalle an der Westfassade

Die römisch-katholische Kirche  Saint-Loup in Saint-Loup-de-Naud, einer Gemeinde im Département Seine-et-Marne in der französischen Region Île-de-France, wurde vermutlich in der zweiten Hälfte des 11. Jahrhunderts im Stil der Romanik begonnen. Um 1160 entstand das vom Königsportal von Chartres beeinflusste Westportal. Seit 1846 steht die Kirche als Monument historique auf der Liste der Baudenkmäler in Frankreich.

## Geschichte
Bereits im 10. Jahrhundert gab es an der Stelle des heutigen Ortes einen Gutshof namens Naud mit einer dem heiligen Lupus von Sens gewidmete Kapelle. Der heilige Lupus war im 7. Jahrhundert Bischof der späteren Erzdiözese Sens. Um 980 schenkte der Erzbischof von Sens vier Ältäre dieser Kapelle der Benediktinerabtei Saint-Pierre-le-Vif in Sens. Mit dieser Schenkung wird die Gründung eines Priorats verbunden, das der Abtei Saint-Pierre-le-Vif unterstellt war. Chor, Querhaus und die beiden östlichen Langhausjoche einschließlich ihrer Seitenschiffe wurden in der zweiten Hälfte des 11. Jahrhunderts errichtet. Um 1160/61 schenkte der Erzbischof von Sens, Hugues de Toucy, dem Priorat eine Reliquie des heiligen Lupus. Zu dieser Zeit entstanden vermutlich die vier westlichen Joche des Langhauses und das Westportal der Kirche, dessen Skulpturenschmuck bereits vom Stil der frühen Gotik geprägt ist. Als sich im 12. Jahrhundert um das Priorat ein Dorf entwickelte, diente Saint-Loup diesem auch als Pfarrkirche. Nach den Zerstörungen während des Hundertjährigen Krieges wurde das Priorat wiederhergestellt und in eine Kommende umgewandelt. Im Jahr 1567 kam es zu Plünderungen durch die Hugenotten. Während der Französischen Revolution wurde das Priorat aufgelöst. Zwar wurde die Kirche bereits 1846 unter Denkmalschutz gestellt, doch erst nach dem Krieg von 1870/71 wurden umfassende Restaurierungsmaßnahmen eingeleitet.

## Architektur

### Außenbau
Die Kirche ist aus kleinen Bruchsteinen gemauert. Über der Vierung erhebt sich der nahezu quadratische Glockenturm, der auf allen vier Seiten von je vier leicht zugespitzten Klangarkaden durchbrochen ist. Sein einziger Skulpturenschmuck sind vier Wasserspeier. Die beiden Stockwerke des Turmes sind durch Gesimse unterteilt, die auf Kragsteinen aufliegen.
Das schmucklose Chor besteht aus drei halbrund geschlossenen Apsiden, die ein gemeinsames Satteldach überfängt. Die Mittelapsis überragt die beiden seitlichen Apsiden an Höhe und Breite. Sie besitzt drei Fenster, Nord- und Südapsis weisen je ein Fenster auf.
An die Westfassade ist eine doppelgeschossige Vorhalle angebaut, deren Untergeschoss sich auf drei Seiten zu hohen, gestuften Spitzbogenarkaden öffnet, die an den Ecken durch Strebepfeilern verstärkt werden. Das untere Geschoss wird von einem Kreuzrippengewölbe gedeckt, das als Kapelle genutzte obere Geschoss besitzt ein Kreuzgratgewölbe und ist von schmucklosen Rundbogenfenstern durchbrochen. Im Norden der Vorhalle schließt sich ein rechteckiger Treppenturm an.

### Portal

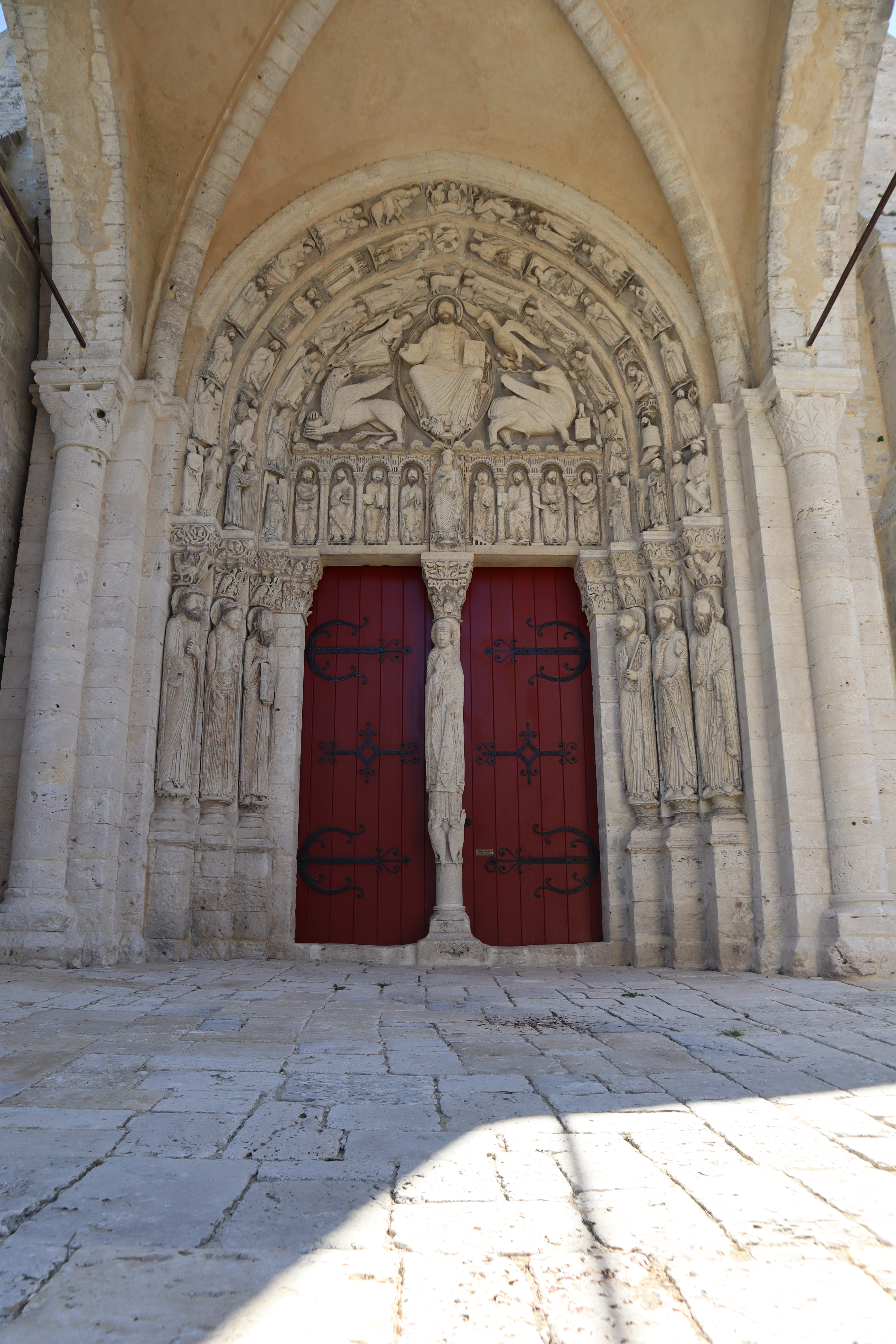
Westportal

Die Gewände des Portals sind auf beiden Seiten mit drei Säulenfiguren geschmückt. Die linke innere Skulptur stellt den Apostel Paulus dar, die weibliche Figur wird als Königin von Saba und die linke äußere Figur als der Prophet Jeremias gedeutet. Die Figuren auf der rechten Seite stellen den Apostel Petrus (innen) mit seinem Attribut, dem Schlüssel, König Salomon (Mitte) und den Propheten Isaias dar. Der Trumeaupfeiler ist ebenfalls mit einer Skulptur, der Darstellung des heiligen Lupus, des Schutzpatrons der Kirche, versehen.
Auf dem Kapitell am Trumeaupfeiler ist das Wunder des Edelsteins dargestellt, der nach der Legende vom Himmel fiel, als der heilige Lupus die Messe las. Die Szene wird von zwei Diakonen begleitet, der linke kniet vor dem Altar und weist mit seiner linken Hand zum Himmel, mit seiner rechten Hand fasst er sich an die Brust.
Auf dem Tympanon wird eine Majestas Domini dargestellt, Christus in der Mandorla, umgeben von den Evangelistensymbolen. Den Türsturz zieren acht Apostel, die von Arkaden gerahmt werden. In der Mitte, unter Christus, thront Maria, aus einem Steinblock skulptiert, der aus der Reliefplatte des Türsturzes herausragt und auf dem Trumeaupfeiler aufliegt. Die Szenen auf den Keilsteinen der Archivolten sind Maria und der Kindheit Jesu gewidmet und erzählen Episoden aus der Legende des heiligen Lupus. Die in einer Glocke gefangene Figur soll König Chlothar II. darstellen, der die Glocken der Kathedrale Saint-Étienne von Sens angeblicn nach Paris bringen lassen wollte. Auf der inneren Archivolte
sind Engel mit Leuchtern und Weihrauchfässern angeordnet, in der Mitte oben das Lamm Gottes. Darüber, auf der mittleren Archivolte, ist die segnende Hand Gottes dargestellt, der Schlussstein der äußeren Archivolte ist mit zwei Engeln verziert.
Auf den Kapitellen sieht man Vögel, Greifen und andere Phantasiefiguren, zum Teil mit menschlichen Köpfen und inmitten von Blattwerk dargestellt.

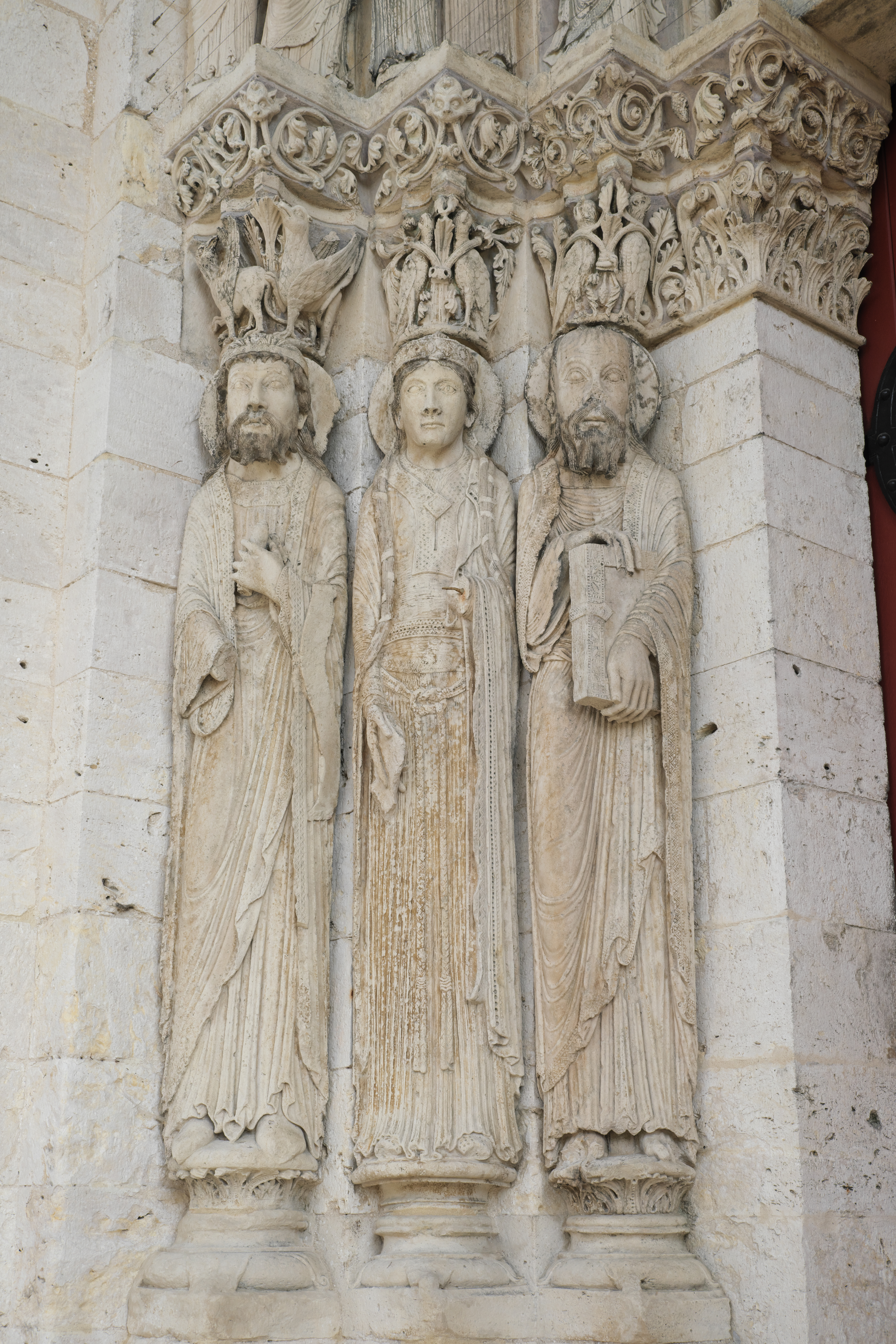
Gewändefiguren und Kapitelle (links)
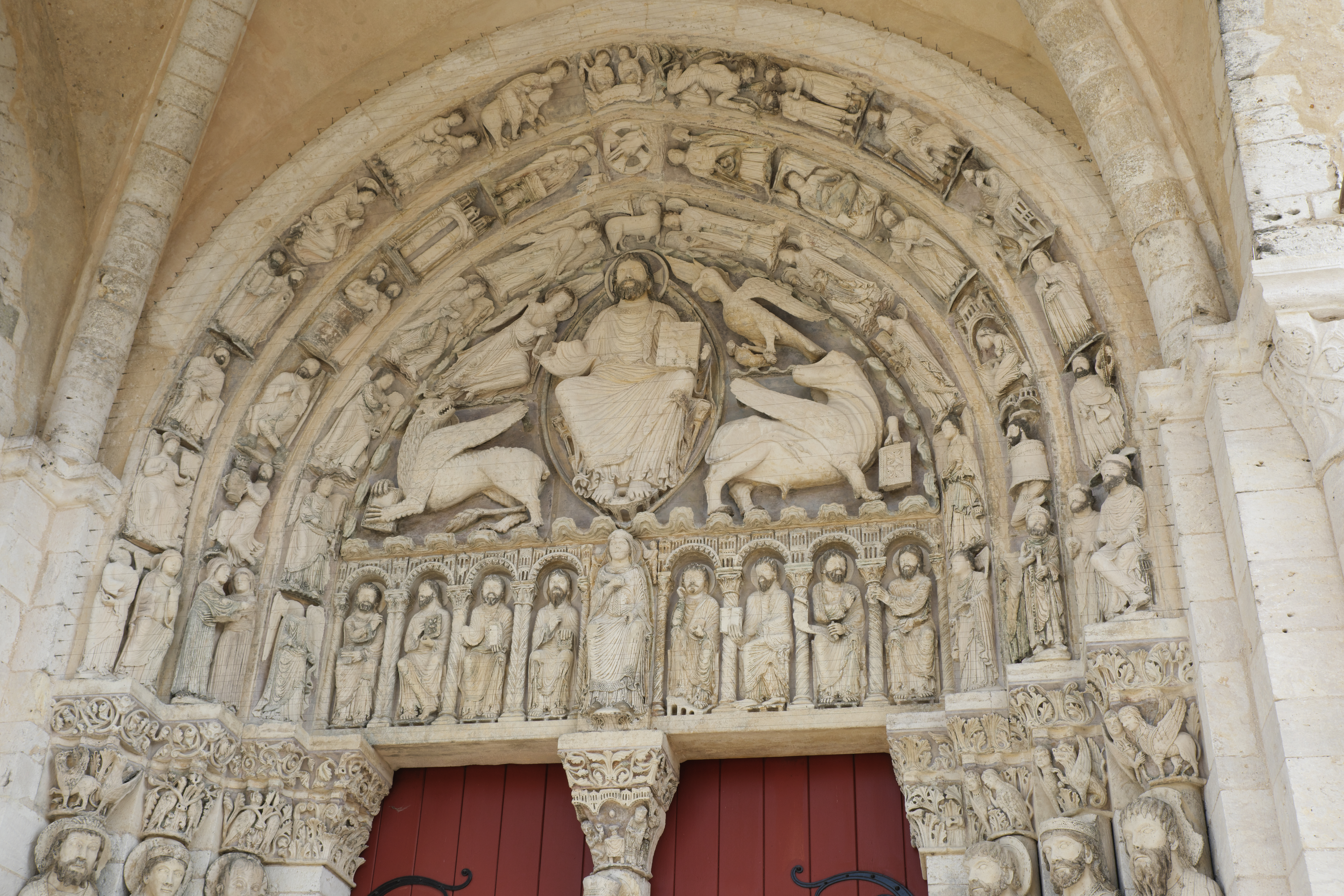
Tympanon
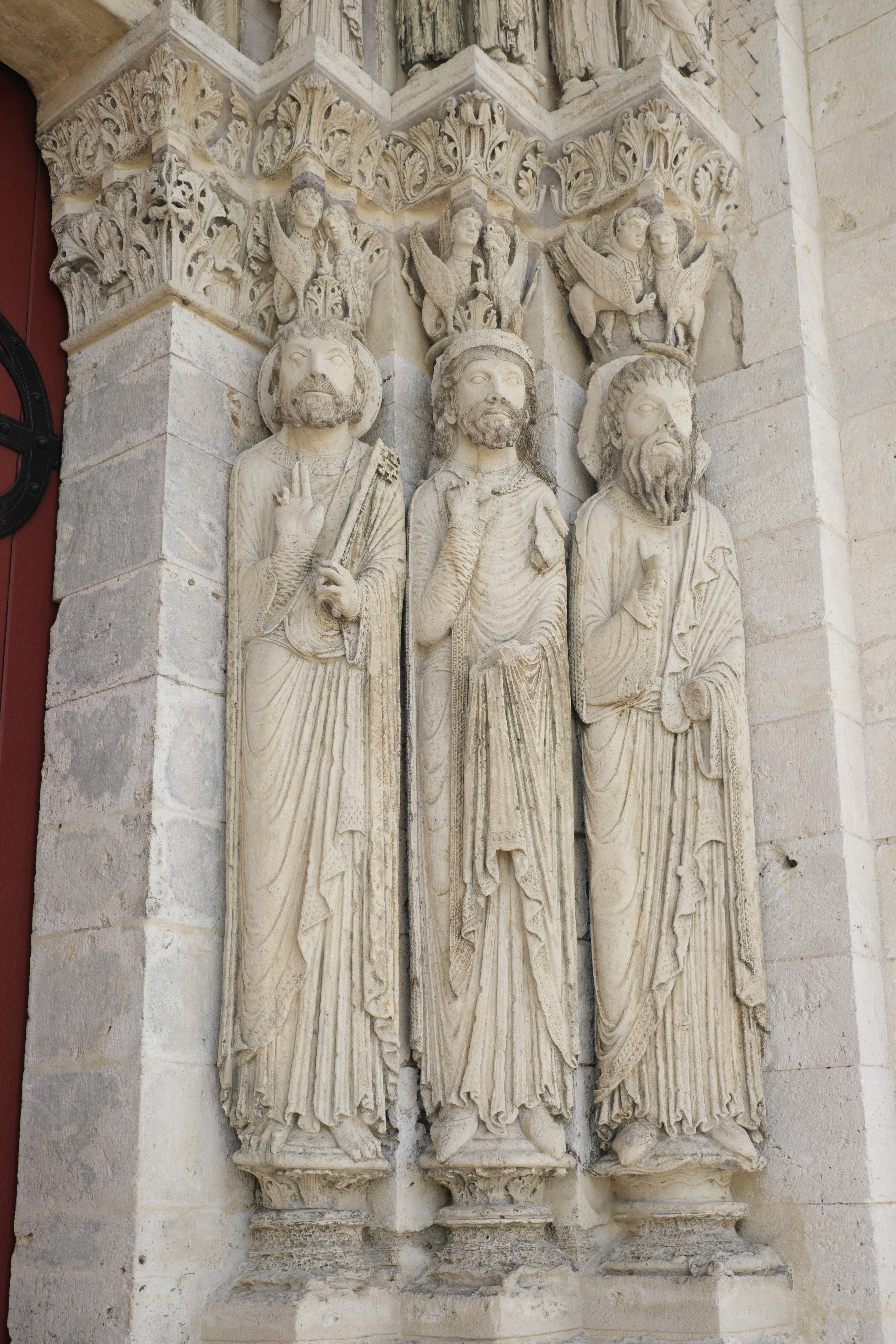
Gewändefiguren und Kapitelle (rechts)
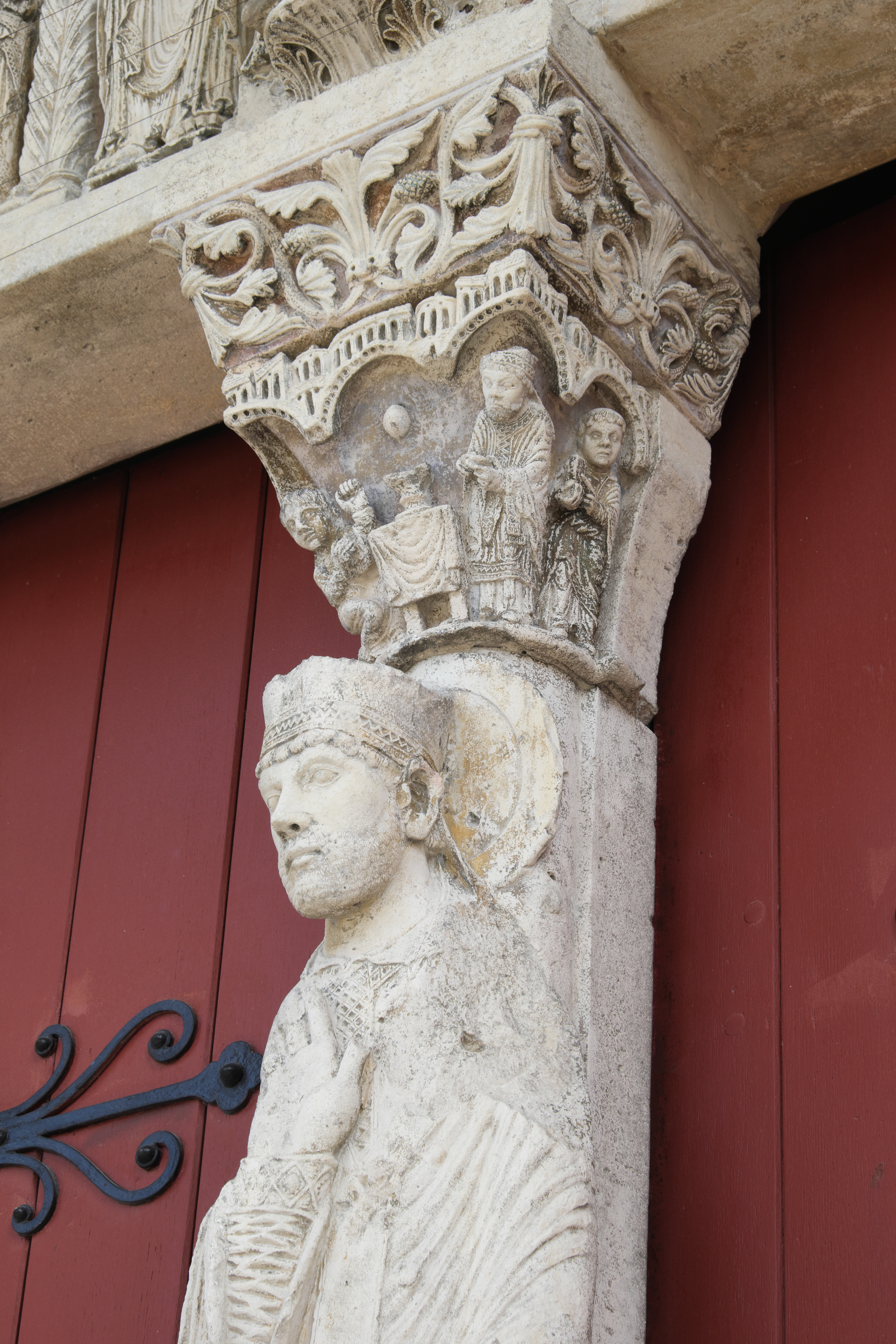
Lupus von Sens am Trumeaupfeiler, Kapitell

### Innenraum

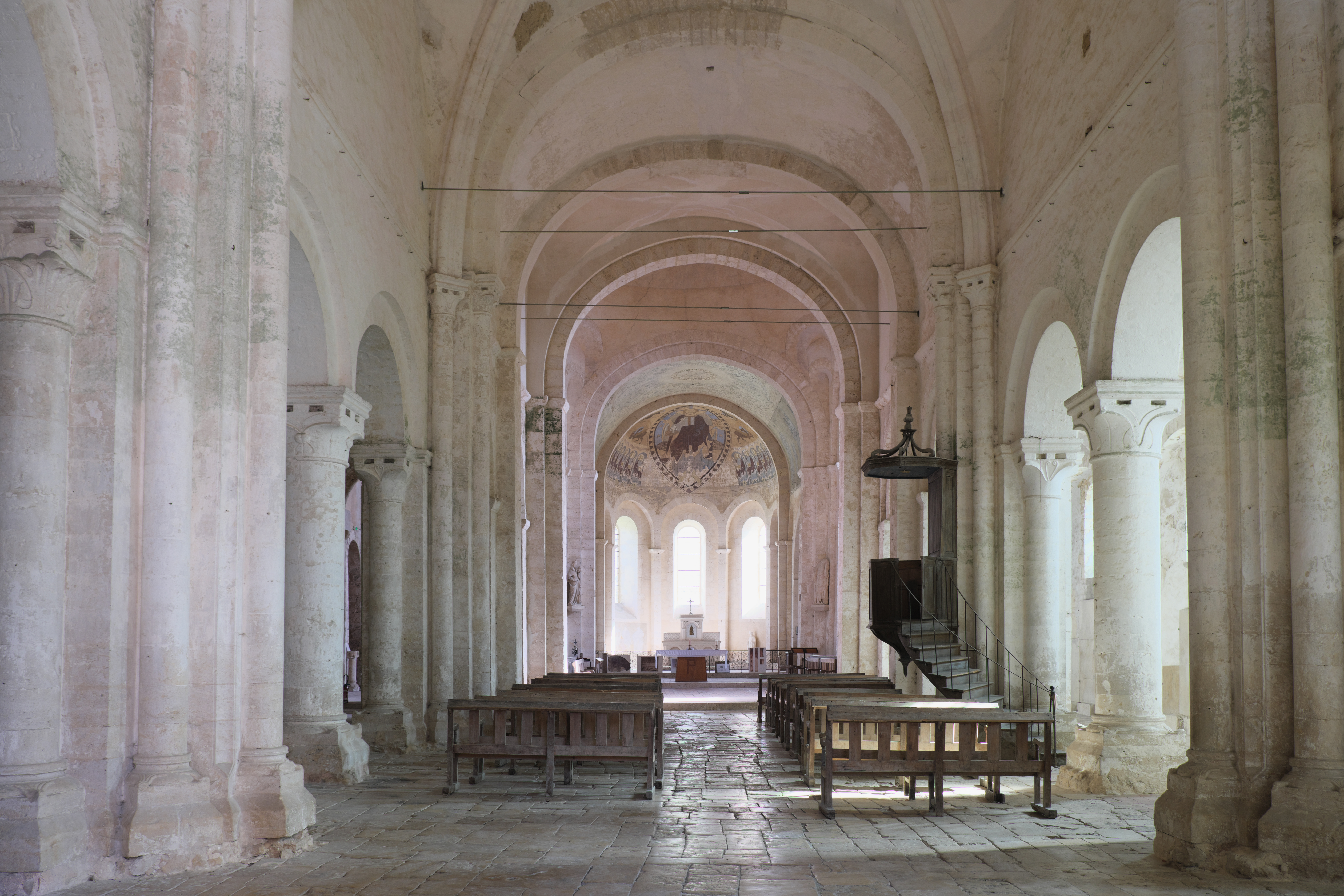
Langhaus mit Blick zum Chor

Das dreischiffige Langhaus gliedert sich in sechs Joche. Auf beiden Seiten des Hauptschiffs öffnen sich sechs Rundbogenarkaden zu den Seitenschiffen. Die ersten vier westlichen Joche ruhen auf Säulen bzw. Pfeilern mit eingestellten Säulen, die beiden östlichen Joche auf Pfeilern mit Pilastervorlagen.
Die Pfeiler der beiden östlichen Joche sind schmucklos. Die Säulen und Pfeiler der vier westlichen Joche besitzen Kapitelle mit einem vielfältigen, stilisierten Blattdekor. Sie stehen auf Basen, die mit kunstvoll skulptierten Eckblättern verziert sind. 
Das fensterlose Mittelschiff wird durch die schlichten Rundbogenfenster der Seitenschiffe beleuchtet. Diese sind mit Kreuzgratgewölben gedeckt, die von rundbögigen Gurten mit viereckigem Profil unterfangen werden. Die ersten vier Joche des Mittelschiffs besitzen ein Kreuzrippengewölbe, die beiden letzten Joche tragen ein Kreuzgratgewölbe, das 1874 an der Stelle des ursprünglichen Tonnengewölbes eingezogen wurde.
Über der Vierung spannt sich eine Kuppel über zweifach gestuften Trompen. Die Querschiffarme, die kaum über das Langhaus hinausragen, sind wie das Chorquadrat tonnengewölbt. Die Seitenschiffe des Chores, die breiter als die des Langhauses sind, tragen ein Kreuzgratgewölbe.

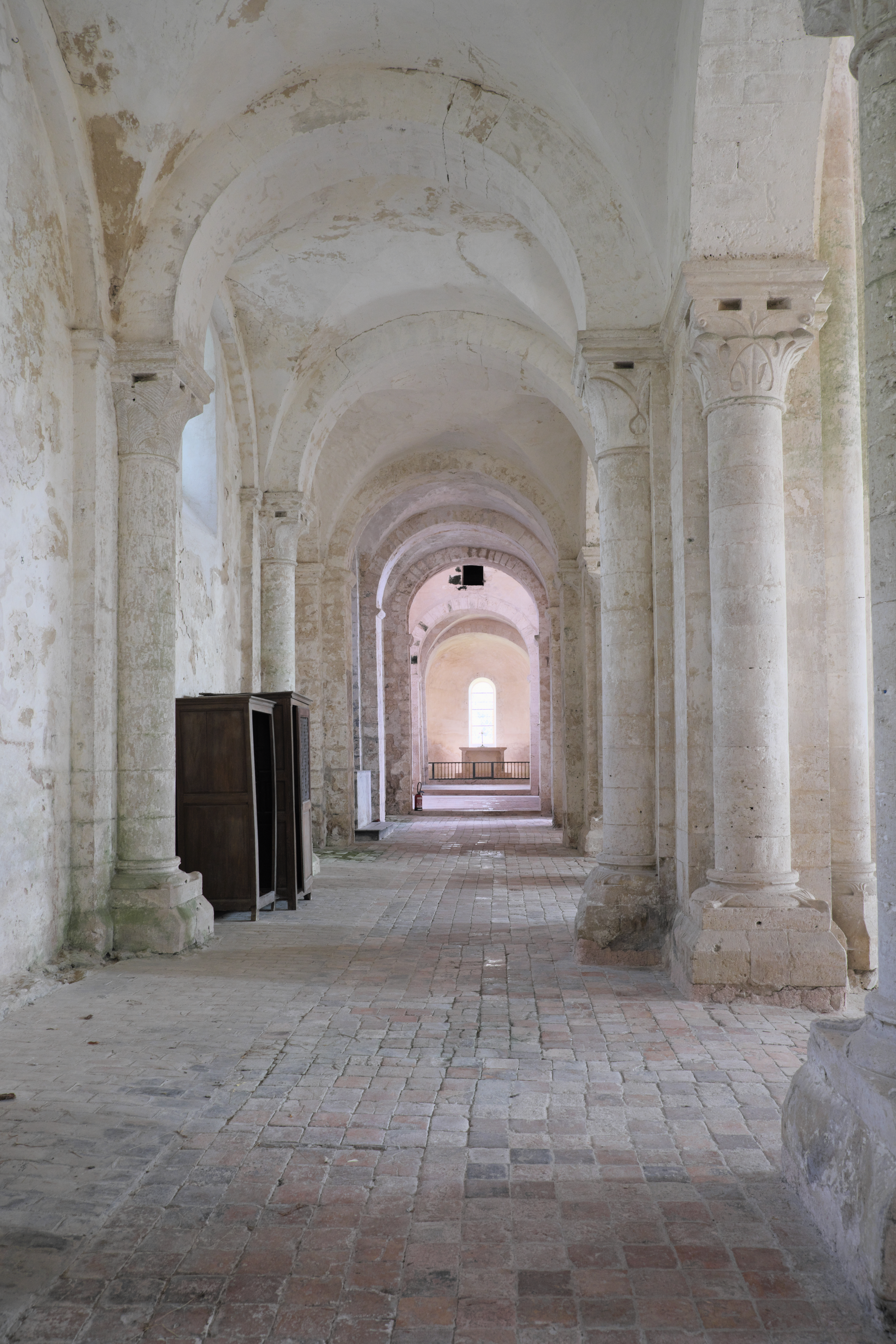
Nördliches Seitenschiff, Blick nach Osten
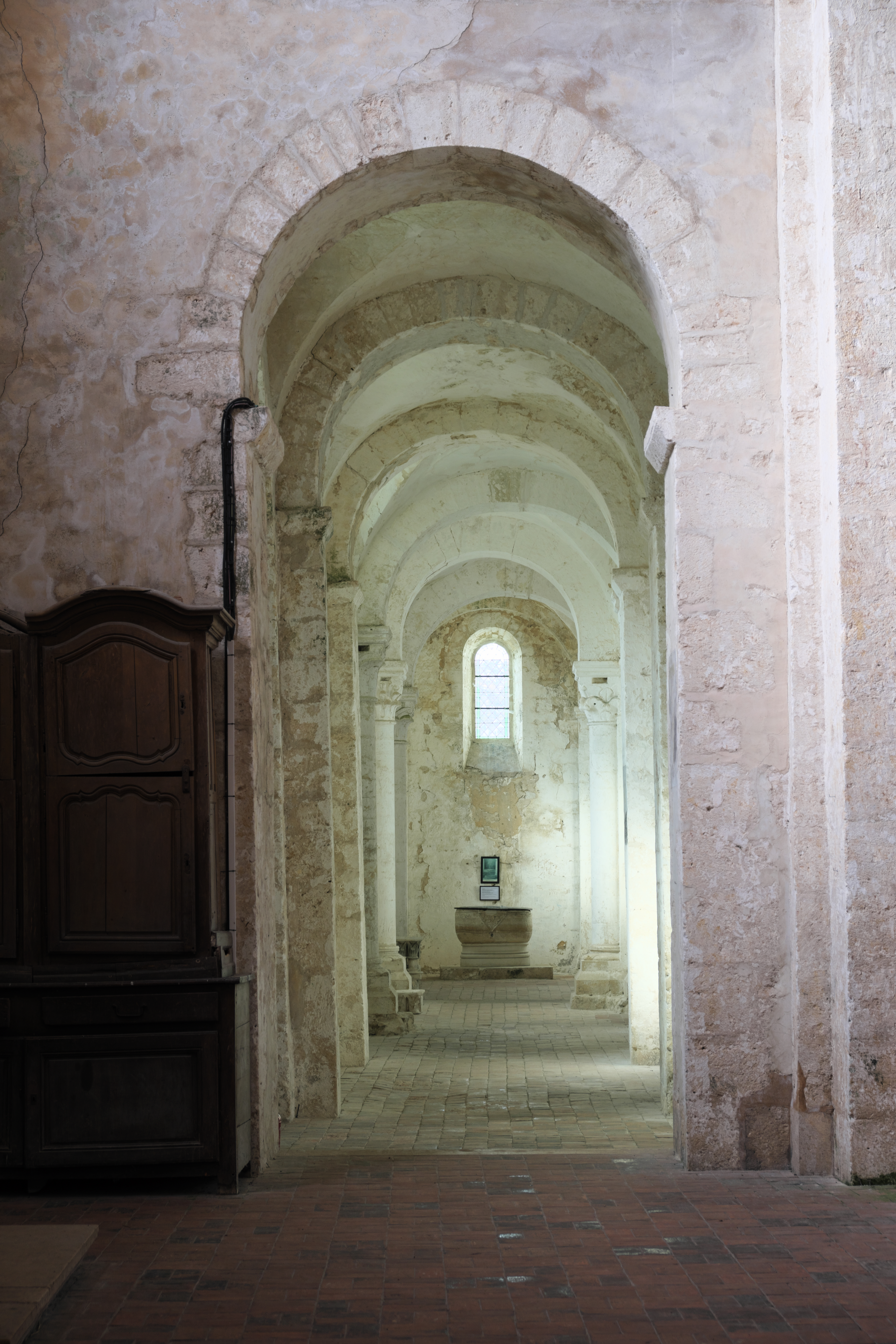
Südliches Seitenschiff, Blick nach Westen
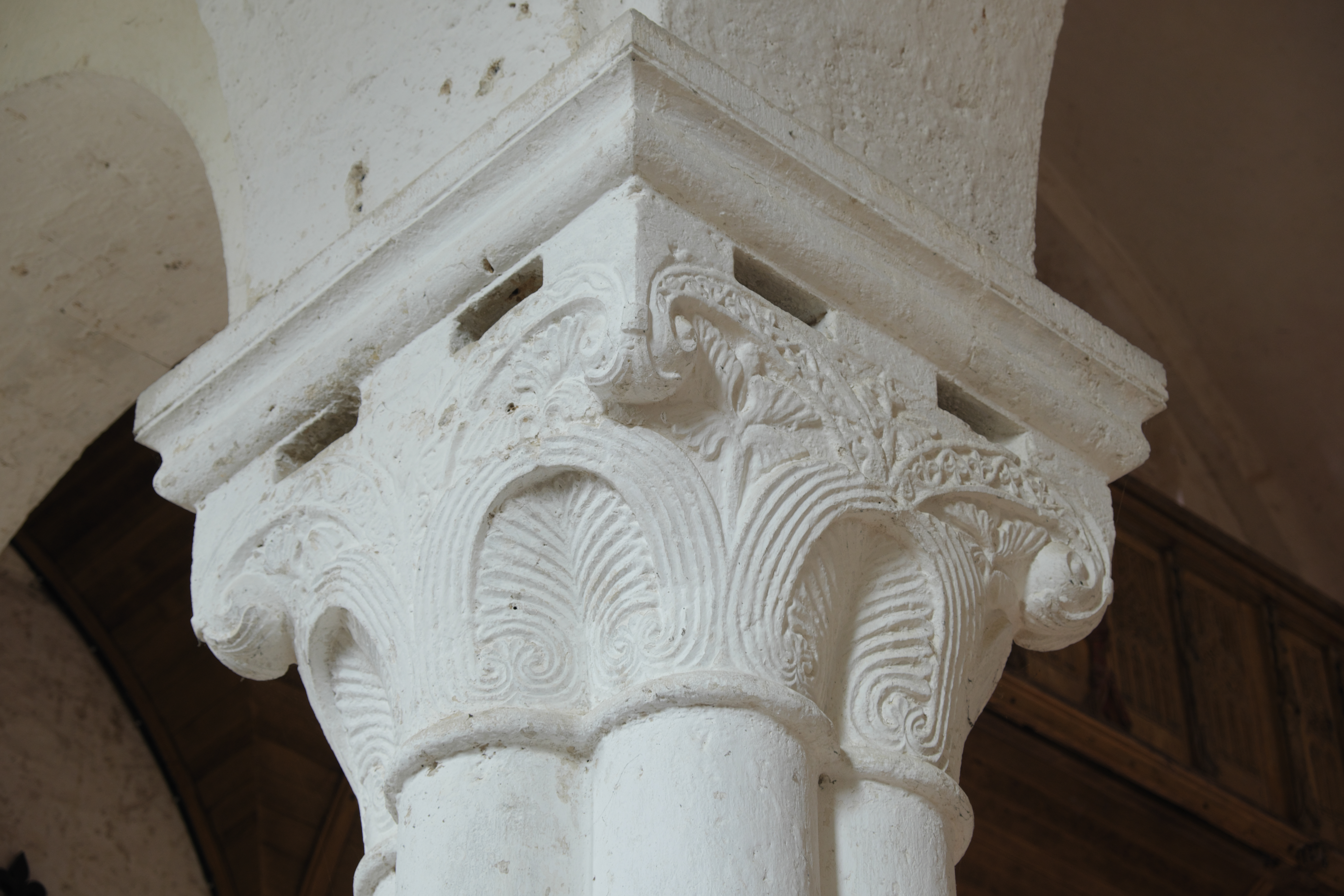
Kapitelle
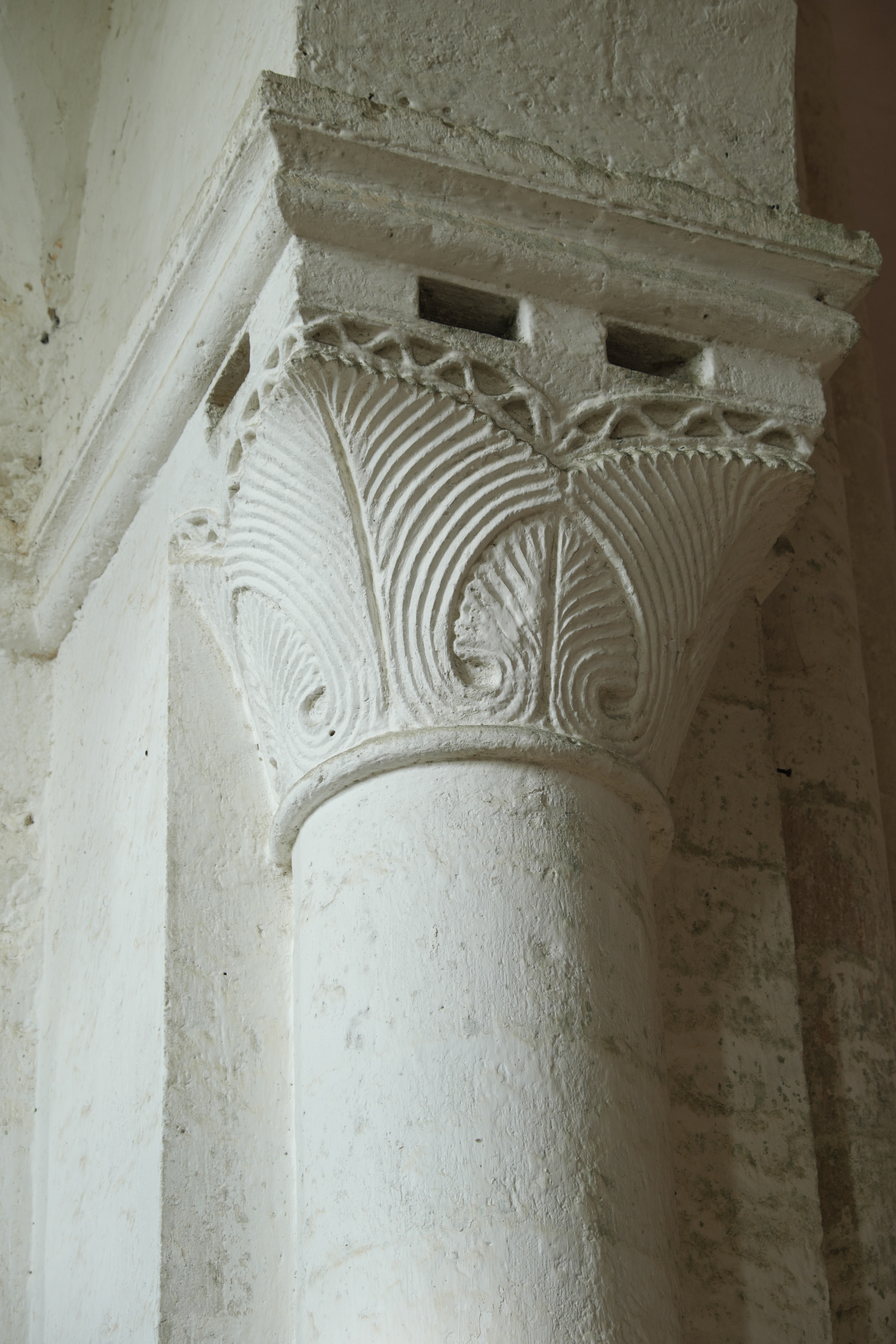
Kapitell
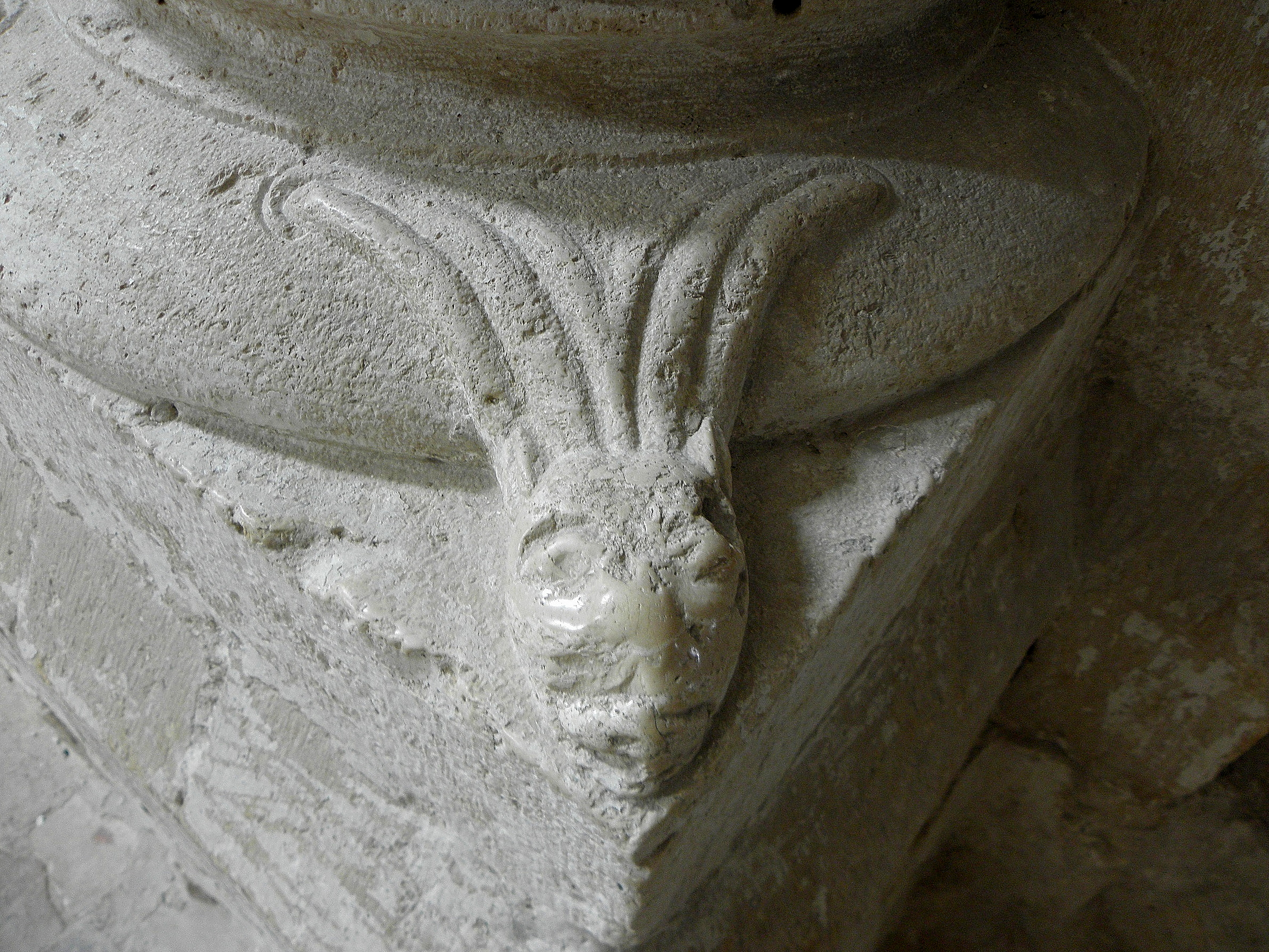
Eckblatt

## Wand- und Deckenmalereien

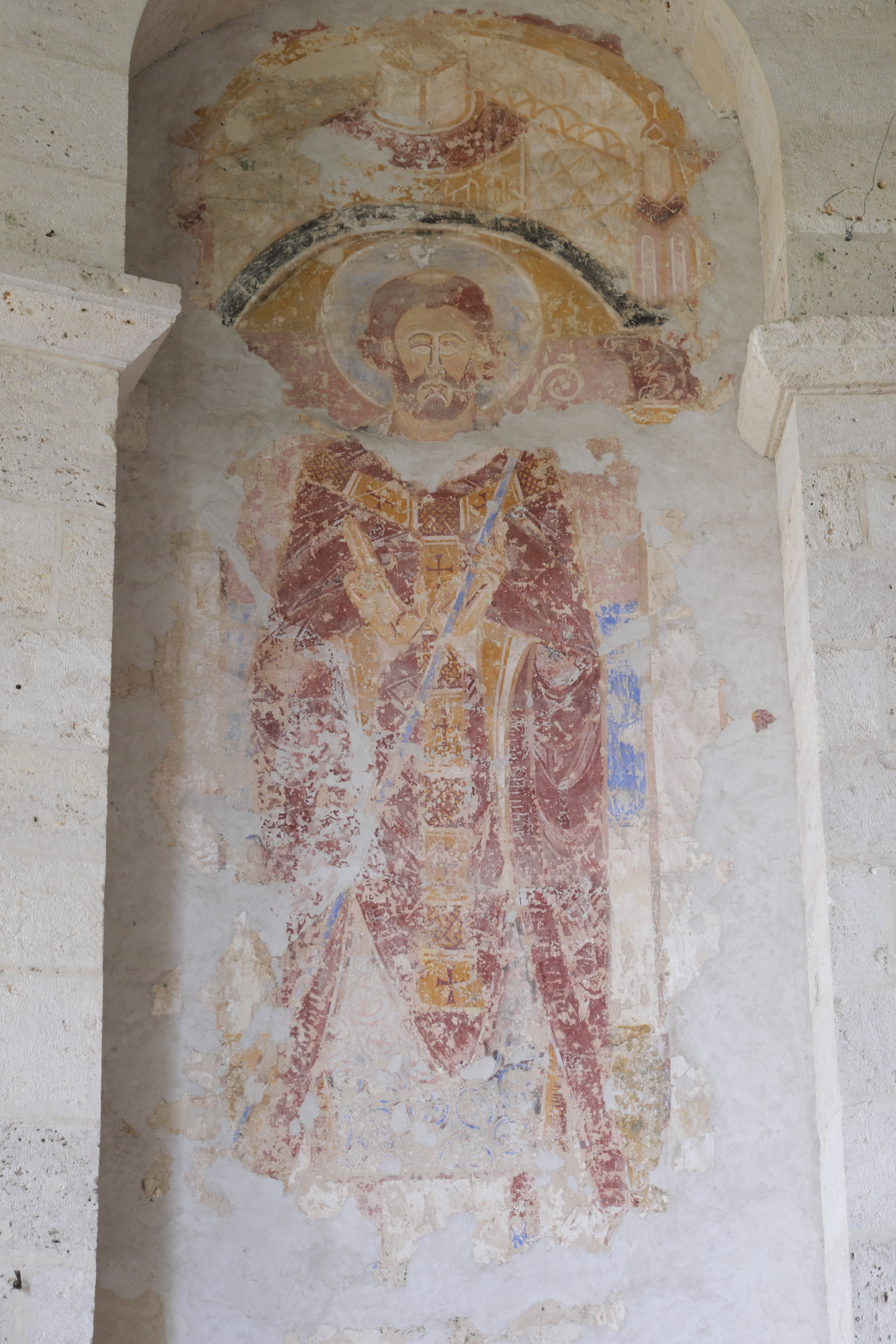
Heiliger Bischof, Wandmalerei aus dem 11./12. Jahrhundert

Die ursprünglichen Wand- und Deckenmalereien aus dem späten 11. bzw. frühen 12. Jahrhundert waren im Jahr 1872 bei den umfassenden Restaurierungsarbeiten unter der Leitung des Architekten Maximilien Émile Mimey freigelegt worden und konnten allerdings nicht konserviert werden. Von diesen Malereien sind nur noch einzelne Fragmente wie am südöstlichen Vierungspfeiler und das Bildnis eines heiligen Bischofs (Monument historique (Objekt) seit 1954) an der Südwand des Chores erhalten. Für die Malereien waren nur die Farben Ocker, Blau und Weiß verwendet worden.
Die heute im Chor vorhandenen Malereien wurden Ende des 19. Jahrhunderts nach Auqarellzeichnungen angefertigt, die vor der Zerstörung der Originale erstellt worden waren. Diese Auqarellzeichnungen werden in der Cité de l’architecture et du patrimoine (Museum zur Architektur und zum kulturellen Erbe) in Paris aufbewahrt.
Auf der Apsiskalotte ist Christus in der Mandorla, umgeben von den Evangelistensymbolen, dargestellt. Zu beiden Seiten sind jeweils sechs Apostel unter gemalten Rundbogenarkaden gruppiert, über denen ihre Namen geschrieben stehen. Auf dem Tonnengewölbe des Chorquadrats war ursprünglich in der Mitte das Lamm Gottes dargestellt, umgeben von den Ältesten der Apokalypse. 

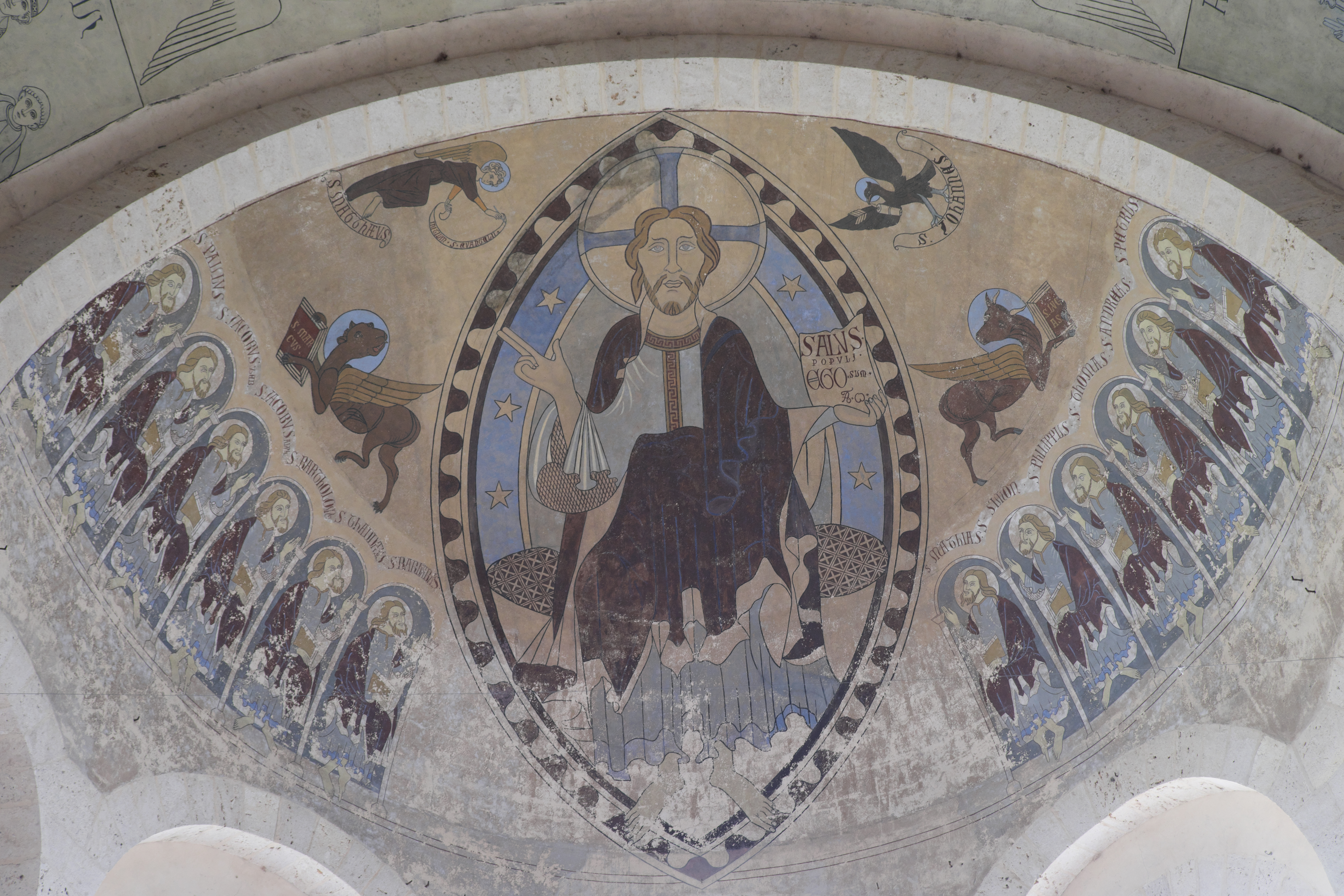
Deckenmalerei in der Apsis
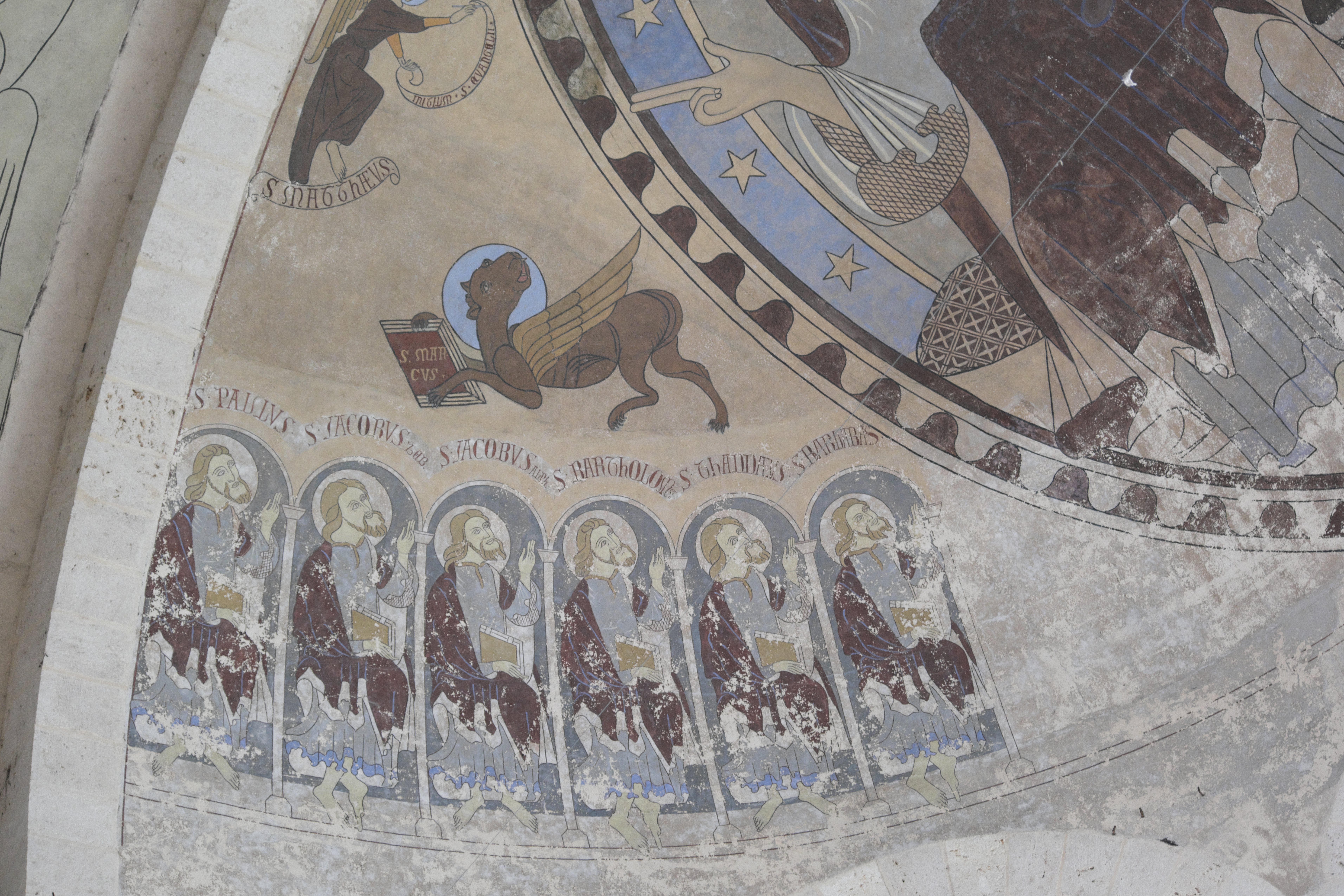
Evangelistensymbole und Apostel (links)
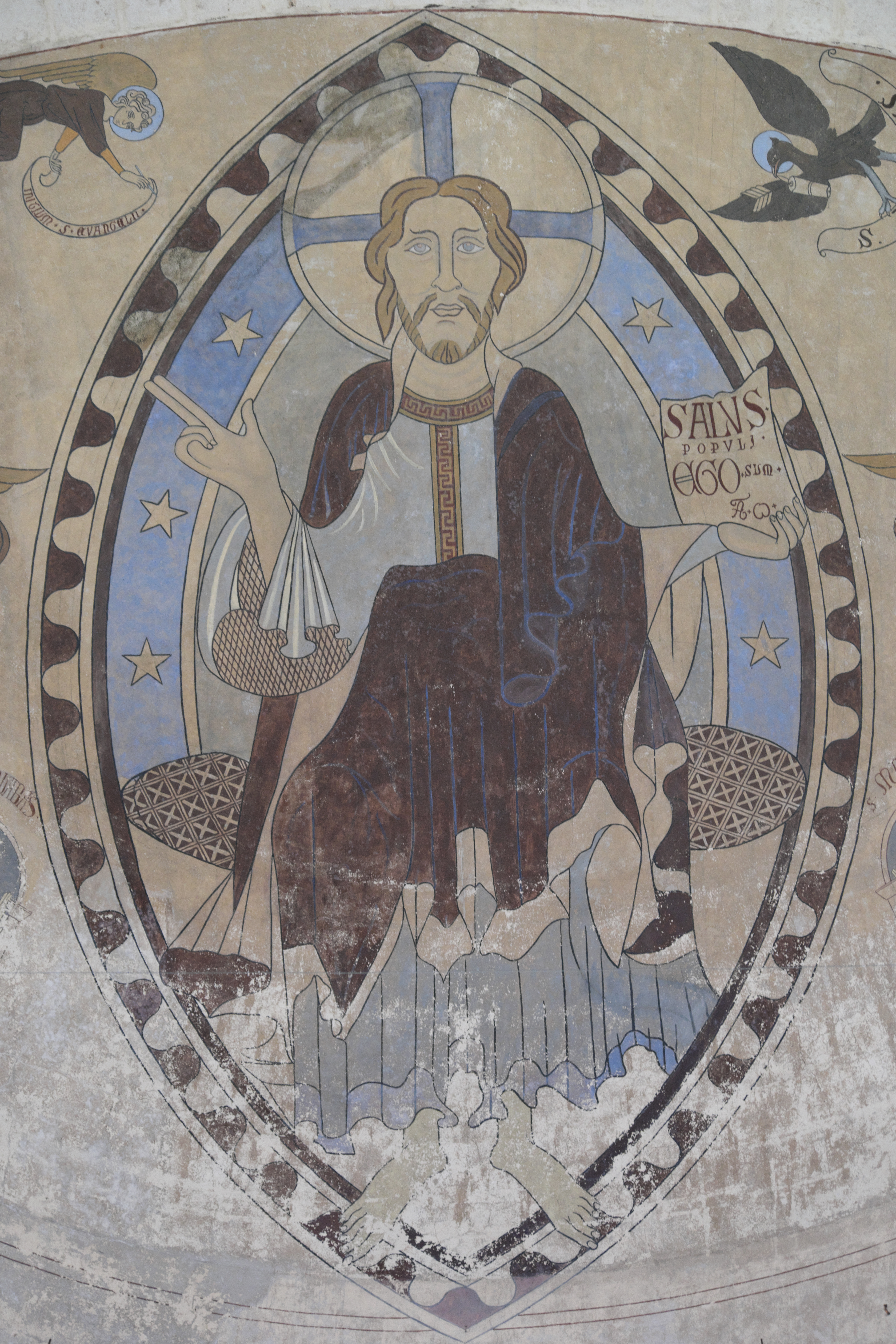
Christus in der Mandorla (Mitte)
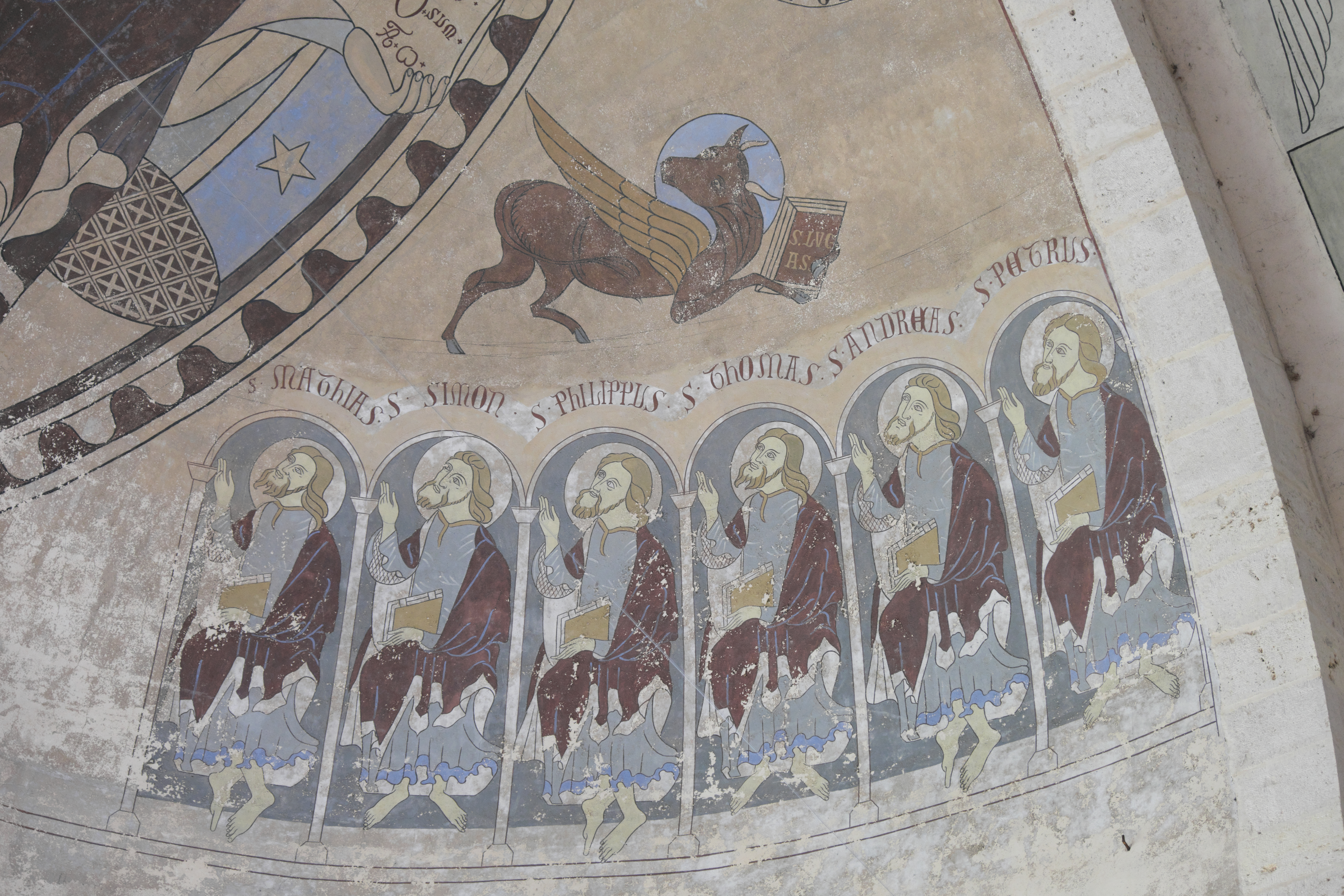
Evangelistensymbole und Apostel (rechts)

## Ausstattung
- Die restaurierte Steinfigur des heiligen Lupus von Sens wird in das 13. Jahrhundert datiert (Monument historique (Objekt) seit 1911[3]).
- Die restaurierte, ursprünglich farbig gefasste Steinfigur der Madonna mit Kind wird in das 14. Jahrhundert datiert. Das Jesuskind hält mit der rechten Hand den Schleier Marias und in der linken Hand einen Vogel (Monument historique (Objekt) seit 1911[4]).
- In der Kirche wird eine steinerne Reliefplatte aus dem 14. Jahrhundert aufbewahrt. Vermutlich diente sie ursprünglich als Altaraufsatz, spätestens seit dem 19. Jahrhundert stand sie an der sogenannten fontaine de saint Loup (Lupus-Quelle). Nach ihrer Restaurierung im Jahr 2006 wurde sie in der Kirche untergebracht. In der Mitte ist die Kreuzigung Christi mit Maria und dem Apostel Johannes dargestellt, seitlich sind Szenen der Legende des heiligen Lupus zu sehen, die von Vierpassbögen gerahmt werden (Monument historique (Objekt) seit 1975[5]).
- Das farbig gefasste hölzerne Kruzifix stammt aus dem 15. Jahrhundert (Monument historique (Objekt) seit 1982[6]).
- Das ovale, steinerne Taufbecken wurde im 16. Jahrhundert geschaffen. Es ist vorne an der Längsseite mit einem Blattdekor verziert, der von einem Dreieck gerahmt wird. Der Deckel aus Kupfer stammt aus dem 18. Jahrhundert (Monument historique (Objekt) seit 1981[7]).
- Das Ölgemälde (Öl auf Leinwand) Saint Loup pardonnant à Clothaire (der heilige Lupus vergibt König Chlothar) wurde im Jahr 1755 von dem in Sens ansässigen Maler Charles Nicolas Lambinet ausgeführt. Es stellt die Rückkehr des heiligen Lupus aus dem Exil dar, in das ihn der fränkische König Chlothar II. verbannt hatte. Die Szene findet vor den Toren der Stadt Sens statt, im Hintergrund sieht man die Türme der Kathedrale Saint-Étienne von Sens. Der heilige Lupus, der in bischöfliches Ornat gekleidet, mit Mitra und Bischofsstab ausgestattet ist, segnet König Chlothar, der vor ihm auf die Knie fällt. Das Gemälde könnte ursprünglich als Hauptaltarbild gedient haben (Monument historique (Objekt) seit 1982[8]).
- In der Kirche sind Grabplatten aus dem 13. bis 16. Jahrhundert erhalten.

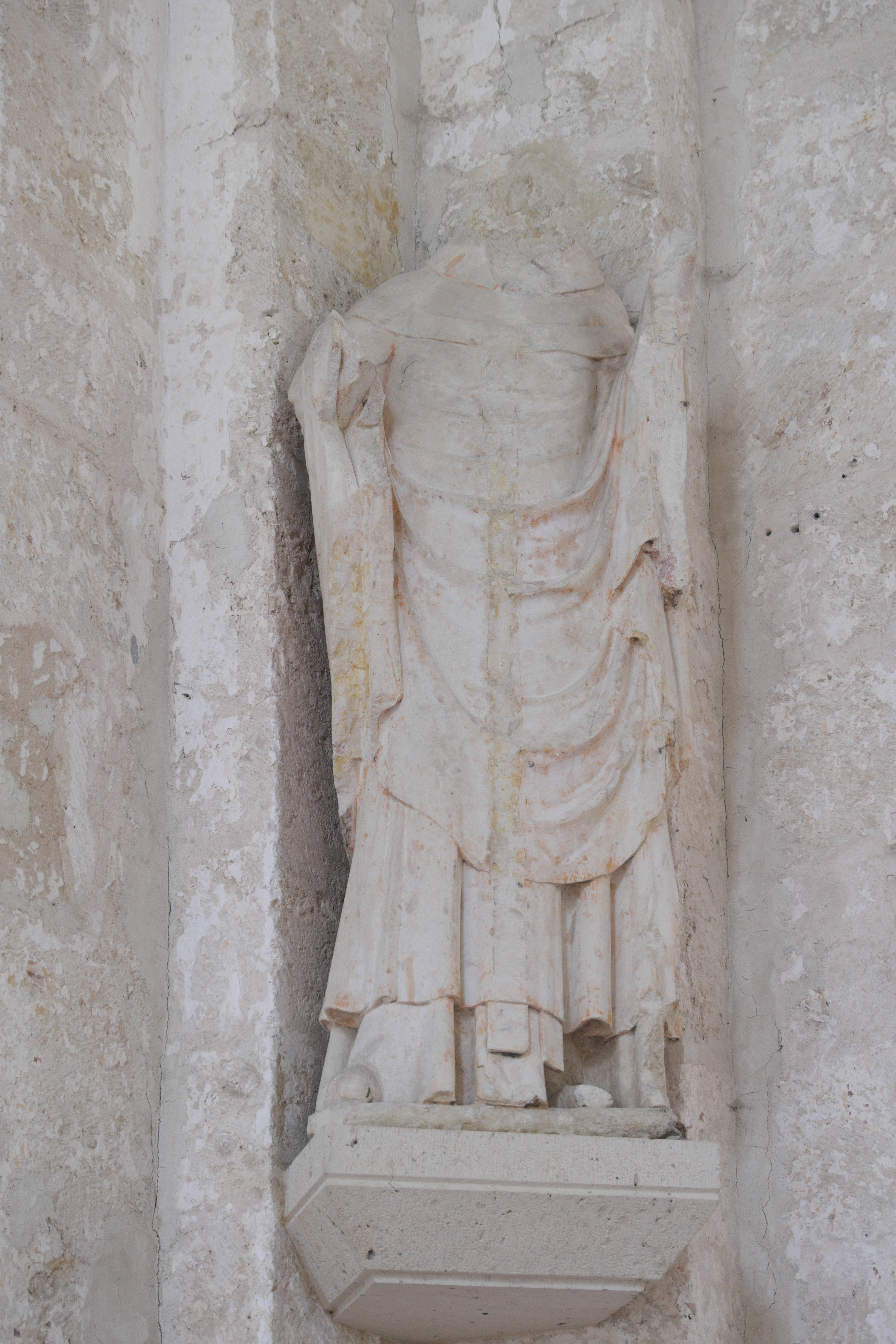
Lupus von Sens, Figur aus dem 13. Jahrhundert
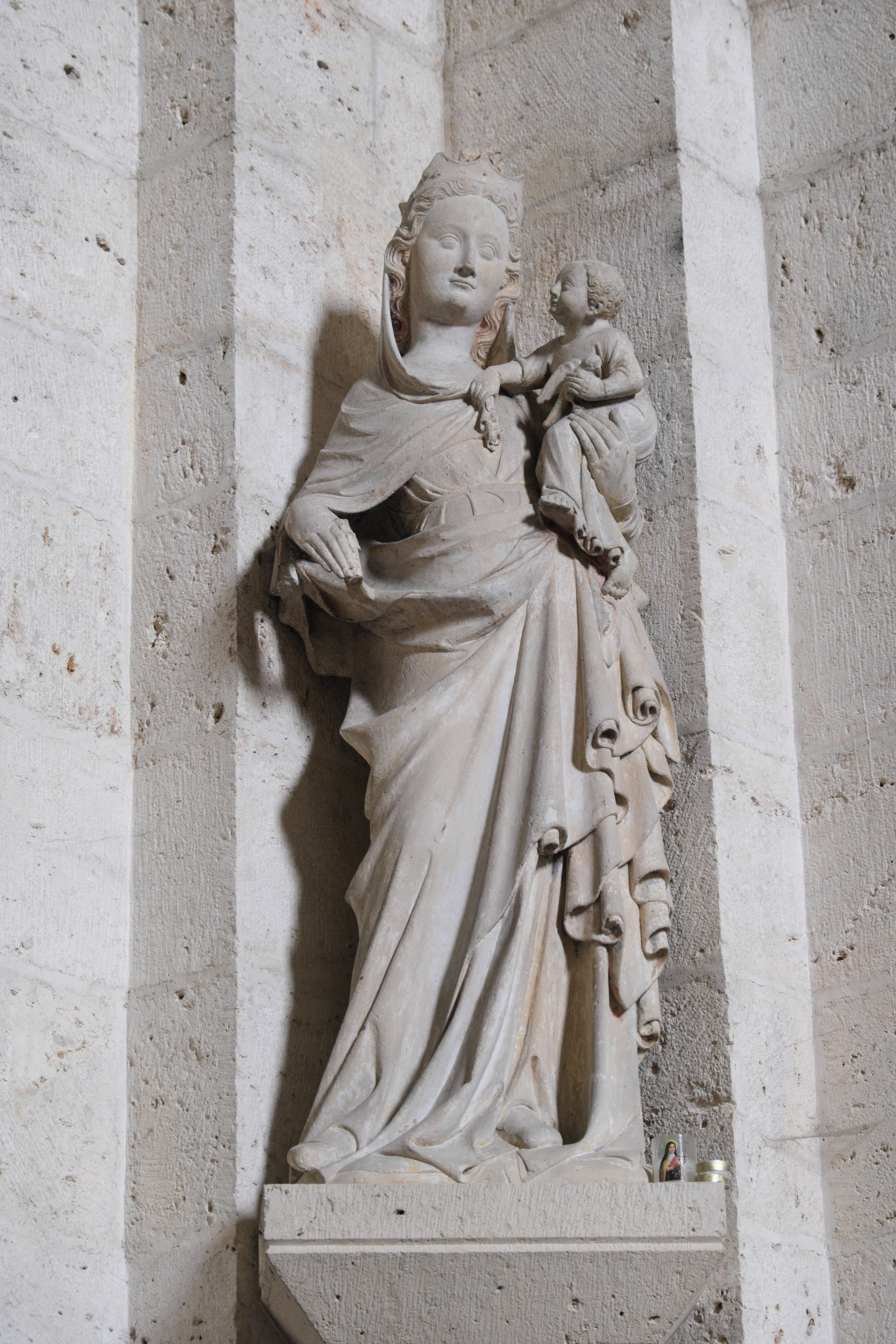
Madonna mit Kind, Figur aus dem 14. Jahrhundert
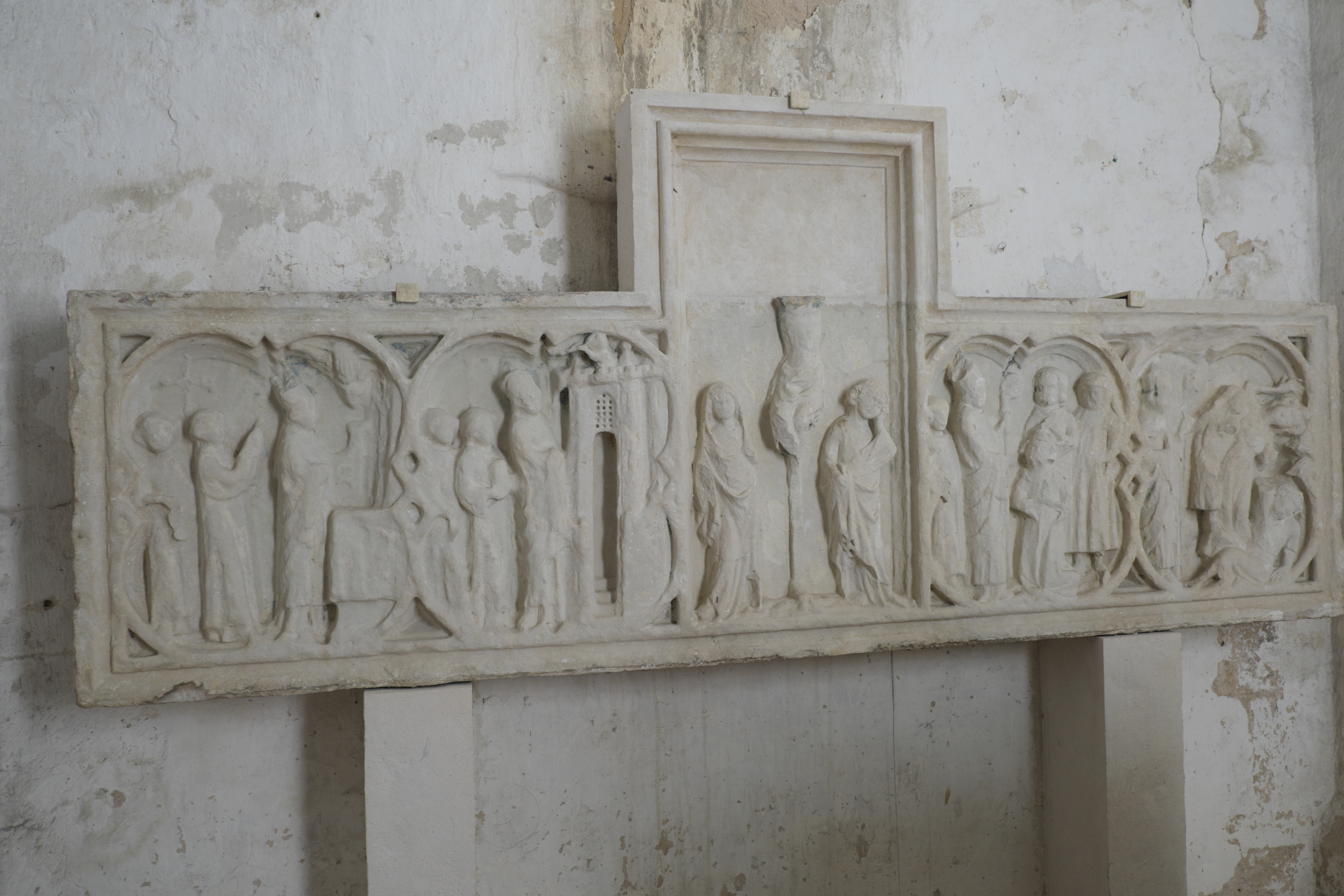
Reliefplatte aus dem 14. Jahrhundert
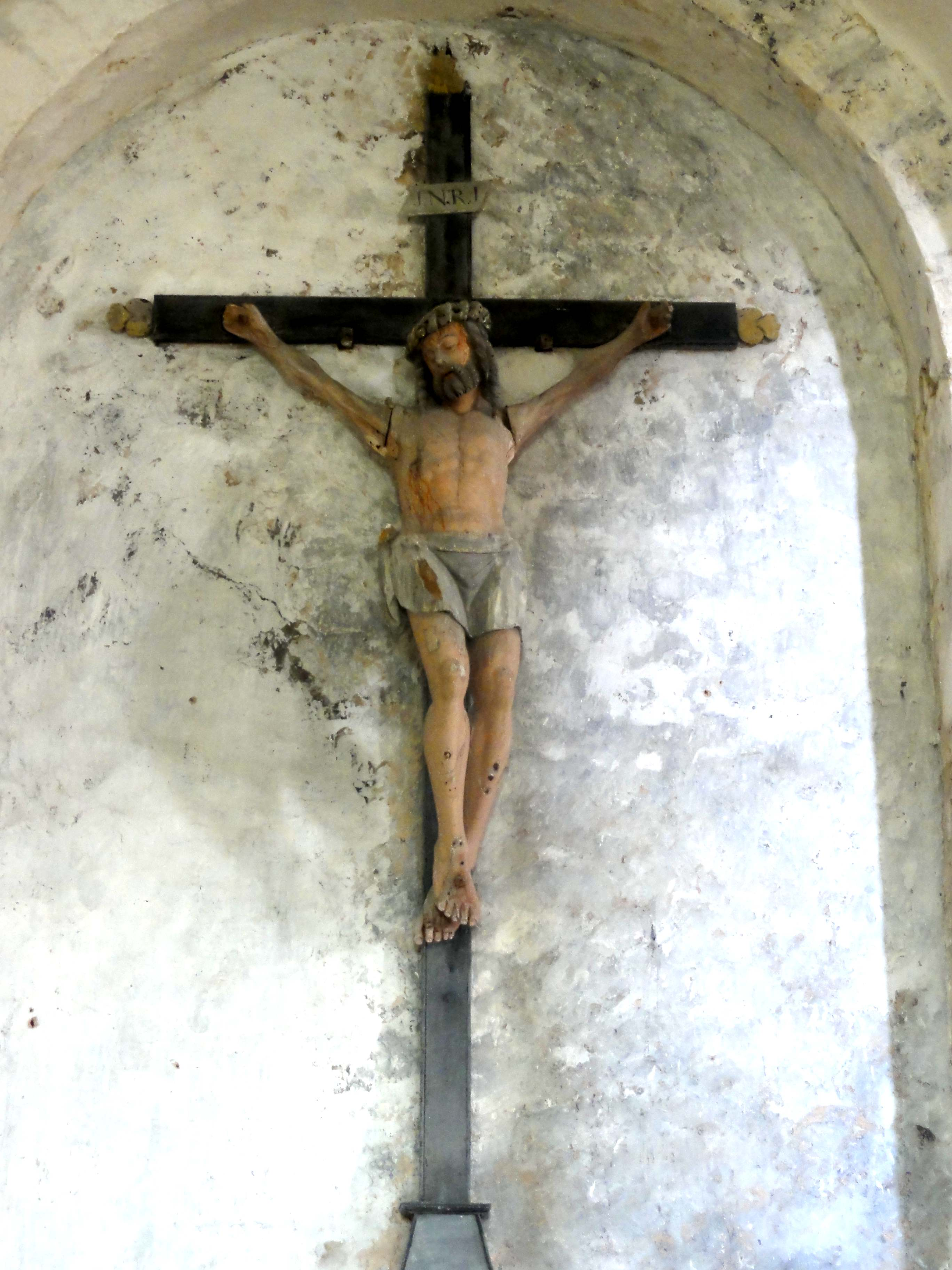
Kruzifix aus dem 15. Jahrhundert
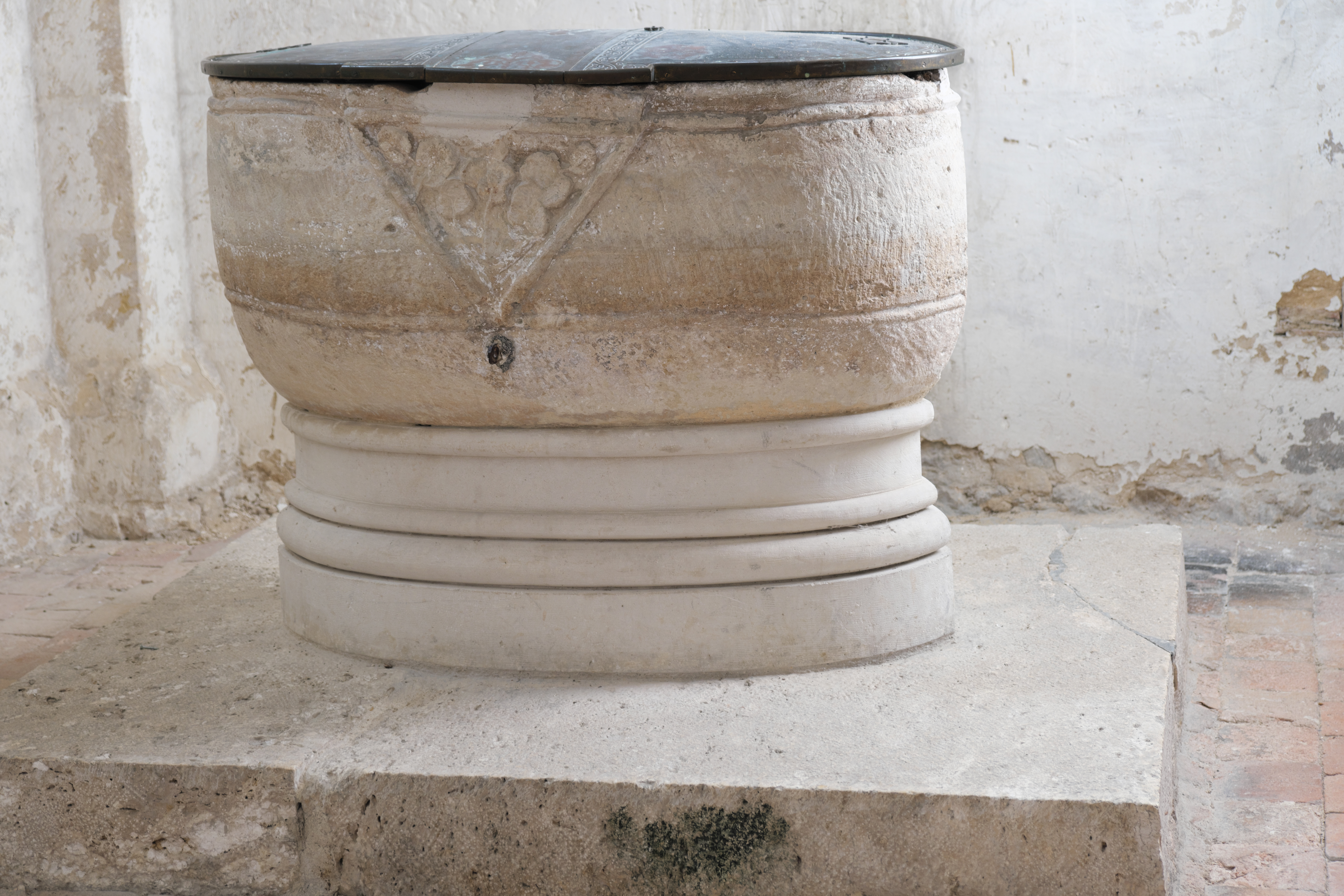
Taufbecken aus dem 16. Jahrhundert
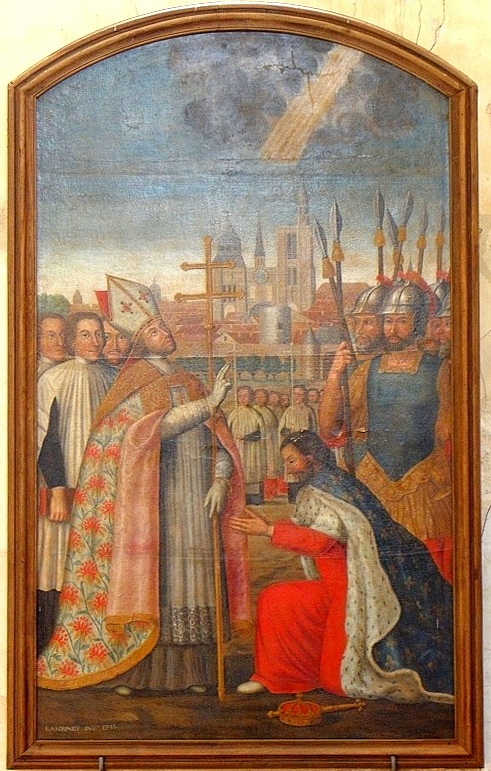
Gemälde von 1755